# Walter Papst
Walter Papst (* 18. September 1924 in Kiel; † 26. März 2008 in Köln) war ein deutscher Industriedesigner und Schriftsteller.

## Leben
Walter Papst arbeitete zunächst in verschiedenen Produktionsstätten des Industrie- und Möbeldesigns, machte sich dann mit einer eigenen Fabrikation selbständig und studierte parallel Innenarchitektur und Formgebung. 1957 eröffnete er sein eigenes Atelier für Industriedesign und Produktentwicklung in Köln. Später engagierte er sich mit Wohnsitz in Frankreich als Zukunftsforscher („Herkunftswelten“) und Schriftsteller; sein Erstlingswerk (1994) Der Götterbaum wurde in vier Sprachen übersetzt.
Er wurde bekannt mit seinen avantgardistischen Designentwürfen. Seine Arbeiten wurden unter anderem auf der Triennale Mailand und im Musée des Arts décoratifs Paris präsentiert. Er erhielt Auszeichnungen wie die des iF Industrie Forums Design.

## Schriften
- Walter Papst: Der Götterbaum. Unser Schöpfungsort im Kosmos, Herbig 1997, ISBN 3-7766-1843-4
- Walter Papst: Weltenbaum und Götterglaube, Mediengruppe König 2007, ISBN 3-934673-26-0